# Ànliàn táohuāyuán
Ànliàn táohuāyuán é um filme de drama taiwanês de 1992 dirigido e escrito por Stan Lai. Foi selecionado como representante de Taiwan à edição do Oscar 1993, organizada pela Academia de Artes e Ciências Cinematográficas.

## Elenco
- Brigitte Lin - Yun Zhifan
- Wei-Hui Li
- Bao-Ming Gu - Master Yuen
- Li-Chun Lee - Old Tao
- Shih-Chieh Chin - Chiang Pin-Liu
- Ismene Ting